# گروگان (فیلم ۱۳۵۳)
گروگان یک فیلم ایرانی به کارگردانی احمد شیرازی و محصول سال ۱۳۵۳ شمسی است.

## موضوع فیلم
سه سارق با گروگان گرفتن محسن (سیروس حسن پور)، فرزند اعتماد، برای آزادی او پانصدهزار تومان طلب می‌کنند. اعتماد با مأموران پلیس سرقرار حاضر می‌شود. دو تن از ربایندگان کشته می‌شوند و اتومبیل اعتماد به دریا سقوط می‌کند. پس از کشته شدن سارق سوم محسن بی سرپرست می‌ماند و با عبدالله (عباس رنجبر) دوست می‌شود و برای پیرمردی (نعمت‌الله گرجی) دست به سرقت می‌زنند. سال‌ها می‌گذرد و محسن (رضا بیک ایمانوردی) و عبدالله (مرتضی عقیلی) برای مردی به نام رئیس کار می‌کنند. عبدالله با فرشته (شهناز تهرانی) آشنا می‌شود و با او قرار ازدواج می‌گذارد، و محسن برای تأمین هزینهٔ ازدواج آن دو دست به سرقت می‌زند. عبدالله با گلولهٔ پلیس زخمی و دستگیر می‌شود، و محسن پس از آشنایی با دختری (افروز) در شرکتی مشغول به کار و پس از ازدواج با او صاحب فرزندی می‌شود. عبدالله از زندان آزاد می‌شود، و رئیس پروندهٔ محسن را در نزد رؤسای شرکت برملا می‌کند و موجب اخراج او می‌شود. رئیس آن دو را به همکاری جلب می‌کند و وامی دارد که از گاوصندوق شرکت سرقت کنند. محسن درصدد است به این وسیله رئیس را به دام بیندازد؛ اما رئیس و افرادش فرزند محسن را به گروگان می‌گیرند. با مداخلهٔ پلیس عبدالله زخمی و رئیس و همدستانش دستگیر می‌شوند. عبدالله پس از معالجه با فرشته ازدواج می‌کند.

## بازیگران
- رضا بیک ایمانوردی
- مرتضی عقیلی
- علی آزاد
- شهناز تهرانی
- افروز
- علی میری
- نعمت‌الله گرجی
- سیامک اطلسی